# Mikrolit

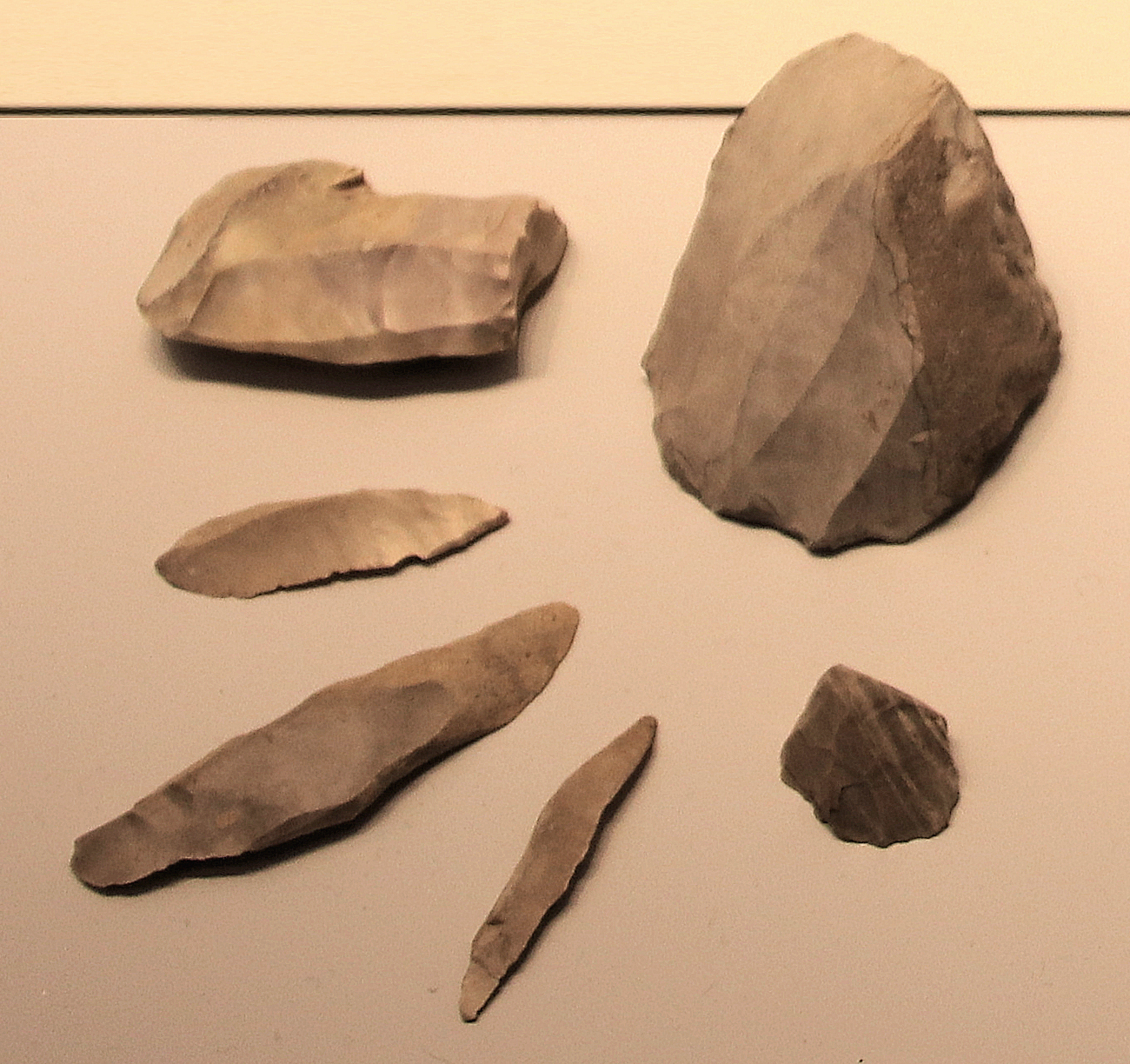
Kebaran

Mikrolit je malý kamenný nástroj, který se obvykle vyráběl z pazourku nebo rohovce. Obvykle byl dlouhý přibližně jeden centimetr a široký pět milimetrů. Mikrolity vyráběli lidé v Evropě, Africe, Asii a Austrálii asi před 35000 lety. Mikrolity byly používány jako hroty kopí či šípů.
Mikrolity se vyráběly buď z malé čepele (mikročepele) nebo z většího čepelovitého kusu pazourku náhlou nebo zkrácenou retuší, která zanechávala velmi charakteristický odpad zvaný mikroburin. Samotné mikrolity jsou opracované natolik, že je lze snadno odlišit od odpadu z dílny nebo náhodných úlomků.
Obvykle se rozlišují dvě skupiny mikrolitů: laminární a geometrické. Seskupení mikrolitů lze použít k datování archeologického naleziště. Laminární mikrolity jsou o něco větší a jsou spojovány s koncem mladého paleolitu a počátkem pozdního paleolitu. Geometrické mikrolity jsou charakteristické pro mezolit a neolit. Geometrické mikrolity mohu mít trojúhelníkový nebo lichoběžníkový tvar, či mít podobu srpku. Výroba mikrolitů poklesla po zavedení zemědělství, tedy přibližně 8000 př. n. l., ale v některých kulturách s hluboce zakořeněnou loveckou tradicí přetrvaly ještě déle.
Bez ohledu na typ byly mikrolity používány k výrobě hrotů loveckých zbraní, jako byly oštěpy a v pozdějším období i šípy a dalších předmětů, které byly objeveny v Africe, Asii i v Evropě. Mikrolity byly kombinovány se dřevem, kostí, pryskyřicí a vlákny a vytvářely tak složené nástroje nebo zbraně. Ve Švédsku, Dánsku a Anglii byly objeveny stopy dřeva, na kterém byly mikrolity připevněny. Na jeden oštěp či harpunu bylo běžně zapotřebí šest až osmnáct mikrolitů, zatímco u šípu jen jeden či dva. Přechod od dříve používaných mohutnějších nástrojů měl své výhody. Rukojeť nástroje bývala často náročnější na výrobu než samotný hrot nebo ostří, a tak bylo snadnější nahradit tupé či zlomené mikrolity novými, než vyrábět nové rukojeti.

## Typy

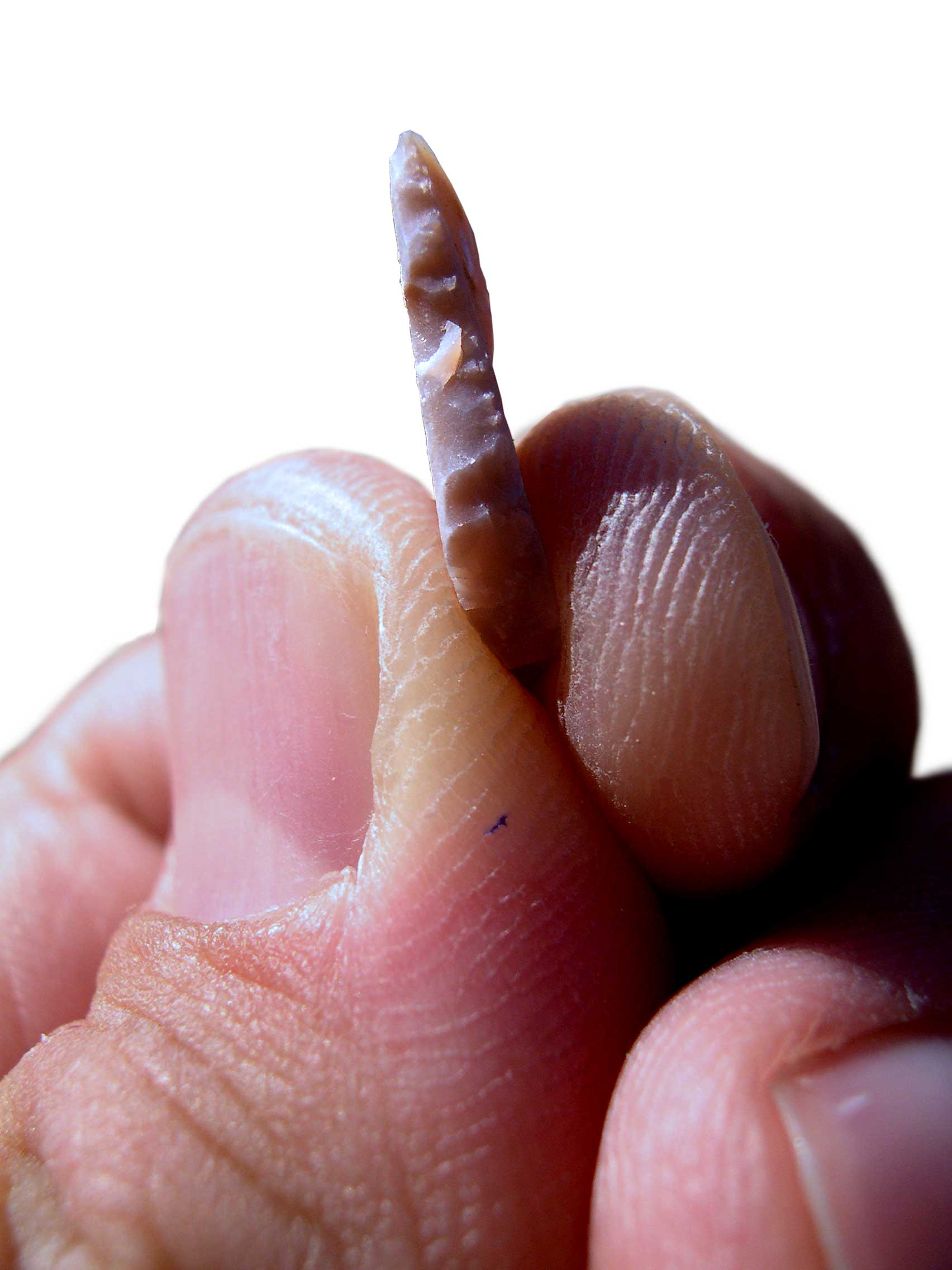
Čepel se zadní hranou

### Laminární a negeometrické mikrolity
Laminární mikrolity sahají do gravettienu nebo možná až na počátek mladého paleolitu a vyskytují se po celé mezolitické a neolitické období. "Noaillesova" rydla a mikrogravetty naznačují, že výroba mikrolitů začala již v gravettienu. Tento styl opracování pazourku dosáhl vrcholu v magdalénienu a pokračoval do pozdního paleolitu. Tyto mikrolity jsou o něco větší než geometrické mikrolity, které po nich následovaly, a byly vyrobeny z úštěpů pazourku získaných ad hoc z malého jádra nebo z ochuzeného pazourkového jádra. Vyráběly se buď úderem nebo působením proměnlivého tlaku. Přestože tlak je nejlepší variantou, je takový způsob výroby mikrolitů komplikovaný a nebyl nejběžněji používanou technikou.

### Geometrické mikrolity
Geometrické mikrolity jsou jasně definovaným typem kamenného nástroje, alespoň ve svých základních podobách. Lze je rozdělit na lichoběžníkové, trojúhelníkové a lunátní (půlměsícové) formy, i když existuje mnoho pododdělení každého z těchto typů. Mezi geometrické mikrolity zahrnujeme i mikroburin, přestože nejde přímo o geometrický mikrolit (není to ani nástroj), ale je považován za charakteristický odpad z výroby těchto geometrických mikrolitů.
Geometrické mikrolity, i když vzácně, nacházíme v severozápadní Africe v období iberomaurusianu Později se objevují v Evropě v magdalénienu. Zpočátku se jednalo o protáhlé trojúhelníky a později o lichoběžníky, přestože mikroburinová technika se objevuje od périgordianu, většinou se vyskytují během pozdního paleolitu a v neolitu. Zachovaly se však až do eneolitu a doby bronzové.

## Zbraně a nástroje
Ne všechny typy laminárních mikrolitů plnily funkce, které jsou jasně srozumitelné. Je pravděpodobné, že byly součástí hrotů oštěpů nebo lehkých projektilů a jejich malá velikost naznačuje, že byly nějakým způsobem připevněny k násadě nebo rukojeti.
Čepele se zadní hranou jsou obzvlášť hojné na nalezišti ve Francii, kde se zachovalo osídlení z pozdního magdalénienu, v Pinceventu. Ve zbytcích některých topenišť na tomto místě se čepele nacházejí ve skupinách po třech, což možná naznačuje, že byly nasazeny po třech na rukojeti. Na tomto nalezišti byl nalezen hrot oštěpu vyrobený z rohoviny s drážkami vytvořenými pro pazourkové čepele, které mohly být zajištěny pomocí pryskyřičné hmoty. Na některých z těchto nálezů byly nalezeny známky velkého opotřebení.
Specialisté provedli na artefaktech litickou analýzu nebo analýzu mikrooděru, ale někde se ukázalo, že je obtížné odlišit zlomy vzniklé během procesu výroby pazourkového nástroje od zlomů vzniklých během jeho používání. Mikrolity nalezené v Hengistbury Head v Dorsetu v Anglii vykazují rysy, které lze zaměnit se stopami po sekáči, ale které také mohly vzniknout, když hrot narazil na tvrdý předmět a roztříštil se. Mikrolity z jiných lokalit představovaly stejné interpretační problémy.
Při vykopávkách v jeskyni Lascaux ve francouzském Dodogne byl nalezen výjimečný důkaz o použití mikrolitů. Bylo nalezeno dvacet čepelí se zadní hranou se zbytky pryskyřičné hmoty a otiskem kruhové rukojeti (rohu). Zdá se, že čepele mohly být upevněny ve skupinách jako zuby harpuny nebo podobné zbraně.
Navzdory velkému množství geometrických mikrolitů, které byly nalezeny v západní Evropě, jen málo příkladů ukazuje jasný důkaz o jejich použití a všechny příklady pocházejí z období mezolitu nebo neolitu. Navzdory tomu existuje mezi výzkumníky jednomyslný názor, že tyto předměty byly použity ke zvýšení průbojného potenciálu lehkých projektilů, jako jsou harpuny, asegaje, oštěpy a šípy.